# Ataque a la comisaría de policía de París de 1986
El 9 de julio de 1986, el grupo guerrillero Acción Directa (AD) detonó una bomba en la sede de la división policial de la Brigada de Represión del Bandidaje (BRB) en París, Francia. El atque mató al inspector jefe de la división, Marcel Basdevant, e hirió a otros 22 oficiales. El grupo se atribuyó el atentado dos días después. 

## Ataque
Se cree que la bomba contenía 10 kg de explosivos y fue colocada en un baño del tercer piso. Causó daños importantes al edificio, que aún era nuevo. Maxime Frérot alias  “Max le fou”, fabricante de explosivos y miembro de la célula de Lyon  de Action Directe, que ya era buscado por tres asesinatos, entre ellos dos policías, fue detenido el 27 de noviembre de 1987 en el estacionamiento subterráneo del Hotel Mercure de la estación Part-Dieu, en Lyon. El hermano intentó escapar abriendo fuego contra la policía, hiriendo a un oficial. Tiempo después fue sentenciado a cumplir 23 años de prisión.
El mismo día, la Fracción del Ejército Rojo de Alemania Occidental (que estaba aliada con Acción Directa) asesinó a Karl Heinz Beckurts en una carretera en Straßlach, Baviera.